# کسی پاتن
کسی پاتن (به انگلیسی: Cassie Patten) (زادهٔ ۱ ژانویهٔ ۱۹۸۷) شناگر اهل بریتانیا است.